# トウガン

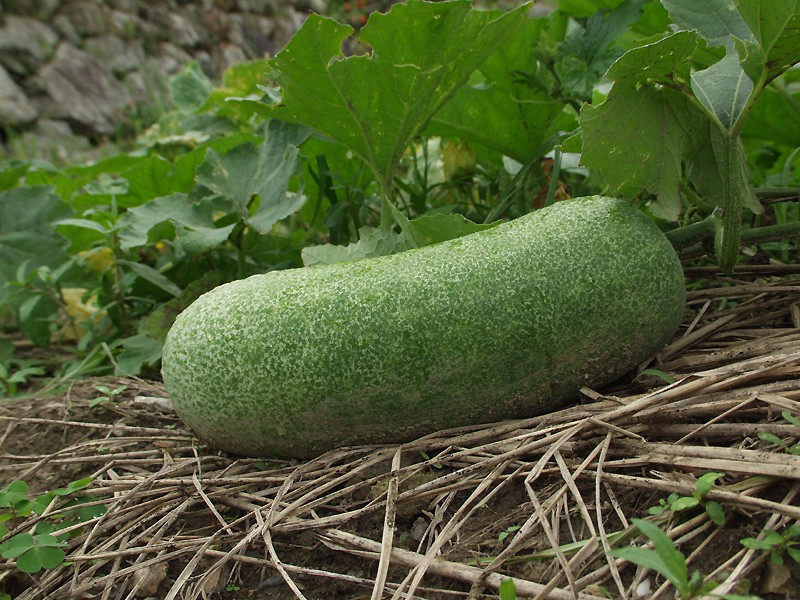
成熟前のややうぶ毛のある状態のトウガン果実

トウガン（冬瓜、学名: Benincasa pruriens f. hispida、拼音: dōngguā）は、ウリ科のつる性一年草、雌雄同株の植物。果実を食用する夏野菜。秋の季語。実は夏に収穫され、冬まで貯蔵することができるため冬瓜とよばれる。果肉はやわらかく、淡泊な味わいで煮物料理などに使われる。

## 名称
和名トウガンの由来は、夏季が旬の野菜であるが、丸（玉）のまま保存すれば冬まで日持ちすることから「冬瓜」（とうが）の名がつき、それが転訛して「とうがん」とよばれるようになった。
別名、トウガ、カモウリ（氈瓜・加茂瓜・賀茂瓜）とも呼び、石川県、富山県ではカモリ、沖縄県ではシブイと言う。英名はホワイト・ゴード（white gourd）、あるいはウインター・メロン（winter melon）といい、仏名は、クルジュ・シルーズ（courge cireuse）、中国植物名は冬瓜（とうが、拼音: dōngguā、ドォングゥア）という。

## 特徴
原産は熱帯アジア、インド、東南アジアといわれる。日本には、古代中国から渡来し、畑で栽培されていた。日本での栽培は平安時代成立の『本草和名』に「カモウリ」として記載があり、同時代に入っていたが渡来詳細は明らかになっていない。主産地は宮崎県、茨城県、愛知県。
一年生のつる植物で、茎は地面を這って長く伸びて、無色の毛が生えていて、巻きひげがある。葉は大型の浅く5 - 7裂した丸形で、掌状になっている。
花期は夏（8 - 9月ころ）で、葉腋に直径7.5 - 10センチメートル (cm) のヘチマに似た黄色い花を咲かせる。同株異花で、雄花と雌花があり、雌花に果実がつく。果実は偏球形または30 - 50 cmほどの長楕円形で、はじめは触ると痛いほどの白い毛で覆われているが、熟すころになると毛は落ちて、ブルームが析出して白い粉が被ったようになる。7 - 9月に収穫し、実は大きいもので短径30 cm、長径80 cm程度にもなる。
完熟後皮が硬くなり、貯蔵性に優れる。完全に熟したトウガンは約半年品質を保つという。

## 品種
栽培品種は、丸みのある球型の「マルトウガン（丸冬瓜）」と、長さや俵のような長楕円形の「ナガトウガン（長冬瓜）」に大別される。大きさは10 kgを超える巨大果から、2キログラムから3キログラムの手頃なミニサイズまで幅広い。また特徴的な品種に完熟しても白粉をおびない「オキナワトウガン（沖縄冬瓜）」がある。
大丸冬瓜（）
丸みのある球型の実。熟すと表面に白粉をおびる。日本在来で、本州で古くから生産されている品種。
小丸冬瓜（）
ミニサイズの丸い冬瓜。球径20 cm程度、重さは2.2 kg程度。従来より小玉で球形、扱いやすい大きさの冬瓜
長冬瓜（）
長く伸びやや細さがあるものや、俵のような長楕円形の実。熟すと表面に白粉をおびる。一般に「とうがん」とよばれるもので、流通しているものは果実長25 - 30 cmほどで、白い粉がとられている。
ミニとうがん
扱いやすく実を小型化した品種で、果実長は20 cmほど。果肉は白くてやわらかい。
沖縄冬瓜（）
俵のような長楕円形の実。熟しても白粉は付かず、果皮の緑色が視覚的に確認が容易である。九州南部以南が主な生産地域だったが、1972年の沖縄返還以降、多地域で品種改良や生産が活性化。近年においては「大阪産（もん）」の認定を受け、大阪特産品としても販売を行っている。

## 栽培
早春に種をまき、晩春に苗を植え付け、夏に実を収穫する果菜で、ウリ科野菜の中では生育期間が長い方である。高温性で、生育適温は25 - 30度、夜間18度以上で、温暖な地域が栽培の適地である。耐暑や耐寒は強い方である。土質に対する適応性も広く、強健であるため栽培はしやすい。
苗を作る場合、種皮がかたいため種をまく前に10時間ほど水につけて吸水させてから育苗ポットにまき、保温しながら本葉4 - 5枚の苗に仕上げる。畑は幅60 cmほどの畝をつくり、植え付け2週間くらい前に元肥をすき込んでよく耕しておく。トウガンは低温を嫌うため、畝にマルチングして地温を上げておいた上で苗を定植し、生育初期はホットキャップなどで保温する。親づるが伸びて4 - 5節で摘芯し、子づるを4本ほど伸ばして敷き藁を行い、過繁茂になりやすいため整枝を入念に行う。雌花のつきは少ない方なので、混み合う孫づるは掻き取って、茎葉が茂りすぎないように肥料を控えめに育てていく。トウガンは雌雄異花の虫媒花のため、人工授粉を行って確実な着果を行う。果実がつき始めたら、実を太らせるために畝の両側に化成肥料で追肥を行って土寄せをする。トウガンは収穫できる期間が長く、好みの時期に収穫できる野菜である。果実を若取りするときは開花後25 - 30日、完熟取りするときは開花後45 - 50日ぐらいが収穫の目安になる。果実は表面に産毛がある品種とない品種があるが、産毛がある品種では肥大が終わって果実表面の産毛が落ちて果実に重みが出てきてから収穫する。完熟果は貯蔵性が高く、10度くらいの日陰に置いておくだけで、冬から春にかけて利用することができる。

## 栄養素
果実の約96%は水分で、ビタミンB1・B2・Cをわずかに含んでいる。栄養価はさほど高くないと評価されるが、ビタミンCやカリウムは比較的多く、可食部100グラムあたりのビタミンC量は約40 mg、カリウム量は約200 mg含まれている。食物繊維は野菜の中では少ない方である。海藻やキノコ類並みにエネルギー量は少なく、低カロリーな食材である。種子はサポニン、脂肪油、たんぱく質を含むとされているが、詳細はわかっていない。果実に含まれるウリ科特有の苦味成分ククルビタシンは、飲食すると吐き気を催す作用がある。

## 利用

### 食用

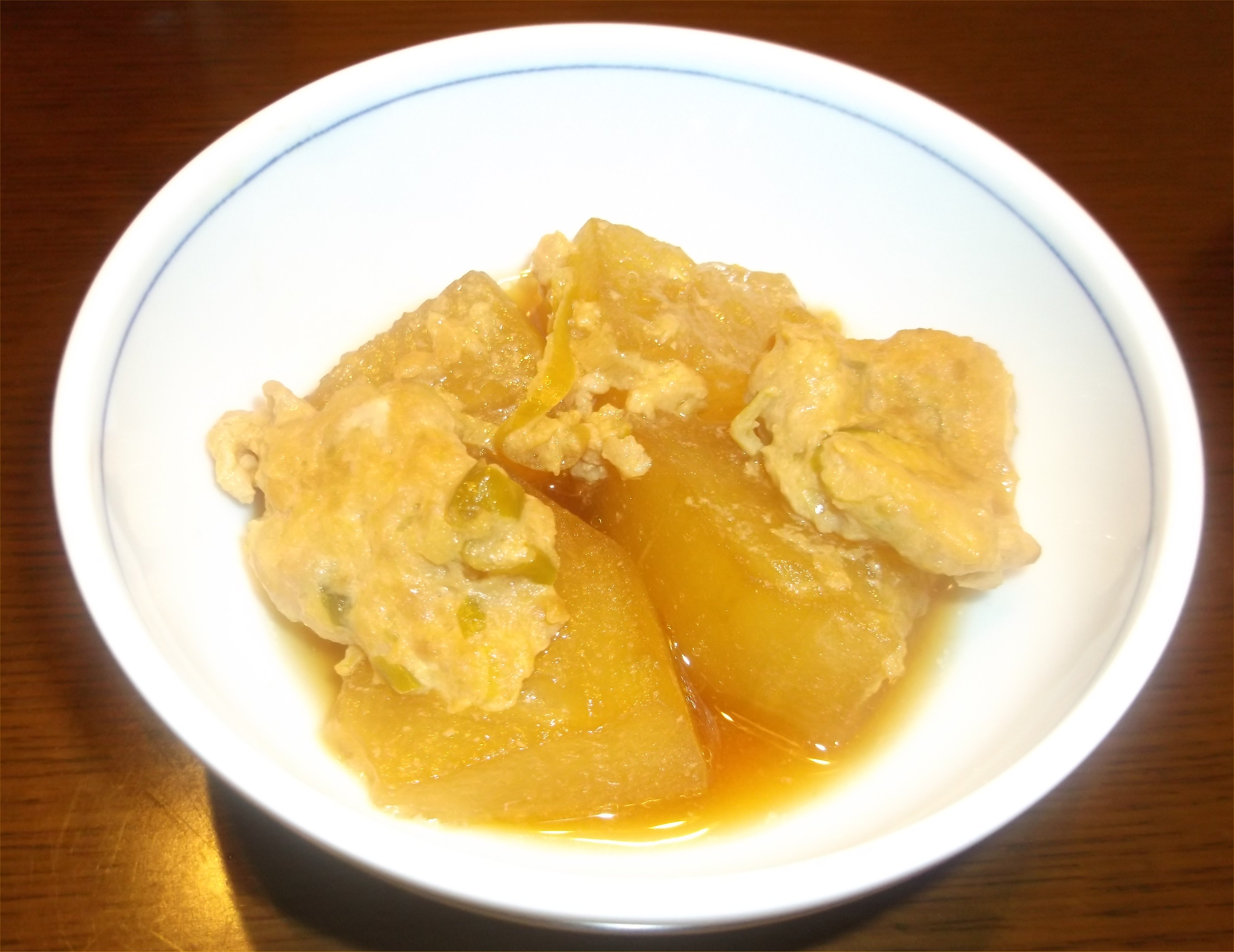
トウガンと鶏ひき肉の煮物

果実は主に食用される。95%以上が水分であり栄養価は低い。100 gあたり16 kcalと低カロリーであり、食べ応えがあることからダイエット向きの食材といわれている。食材としての旬は夏（7 - 9月）で、果皮に傷がなく、全体に白い粉状のもの（ブルーム）が吹いていて、重量感があるものが良品とされる。中国では、体温を下げて利尿効果がある野菜として、薬膳料理において、よい効果が期待できるとされている。
類似のユウガオよりやや果肉は硬め、味は控えめでクセがないので、煮物、汁物、漬物、酢の物、和え物、あんかけ、など様々な具に用いる。トウガンは果皮がかたく、皮を剥いて種を除いて果肉の軟らかい食感を楽しむ。見栄えをよくするときや煮崩れを防ぐ場合では、皮の緑が少し残るぐらいに薄く皮を剥いて調理すると翡翠のような美しい緑色に仕上がる。このとき、重曹をまぶして下茹でしておくと口当たりがよくなる。
果実を丸のまま長期保存する場合は、ヘタを上にして立てて、風通しのよい日陰の場所においておくと数か月はもつ。切り口を入れた場合は、切り口をラップなどで密着して包み、冷蔵庫に保管すれば1日程度は持つ。
代表的な料理は煮込みとスープで、煮ると透き通るような色合いになり、淡泊な味わいをもつため、旨味の出る出汁や動物性素材と合わせた料理に向いている。日本料理では大きく切って風呂吹きに使う。広東料理では大きいまま、中をくりぬいて刻んだ魚介類、中国ハム、シイタケなどの具とスープを入れ、全体を蒸した「冬瓜盅（トンクワチョン）」(zh:冬瓜盅)という宴会料理がある。台湾では果実を砂糖を加えた水で煮込んだものを「冬瓜茶」として、茶（茶外茶）の一種として飲む。缶入り飲料もある。
料理以外でも砂糖漬けにしたり、シロップで煮た後砂糖をからめて菓子にしたりする。
果実以外にも、果皮をユウガオの代用食材としてかんぴょうに用いる。また若葉・柔らかい蔓は、炒め物などに用いることができる。

### 薬用
初霜が降りたころが採集期で、完熟果の外皮を除いて、内皮を薄切りにして日干しした冬瓜皮（とうがんひ、とうがひ）や、種子を水洗いしてから日干しした冬瓜子（とうがんし、とうがし）と称されるものが生薬になり、薬用にされる。漢方では、冬瓜子を緩下、利尿、消炎の目的で、大黄牡丹皮湯（だいおうぼたんぴとう）などの処方に配剤している。果実に含まれるカリウムは、体内の余分なナトリウムを排出する働きがあり、血圧上昇をコントロールして、高血圧症予防に役立つといわれ、浮腫の解消にも効果的である。
民間療法では、腫れ物や浮腫取りに、冬瓜子は1日量5 - 10グラムを、冬瓜皮の場合では1日量10グラムほどを、約600 ccの水で半量になるまで煎じて、1日3回に分けて服用する用法が知られている。そばかす取りに、冬瓜子と白桃花（はくとうか）の粉末を、それぞれ同量の割合で蜂蜜でクリーム状に練ってつけるとよいといわれている。
身体を冷やす作用があり冷え症の人は服用禁忌とされ、加えて排泄作用が強いため下痢や頻尿の起きやすい人は食べ過ぎに注意が必要である。逆にのぼせ症や膀胱炎の解消、手足の浮腫を改善させる効果がある。

## とうがんの日
JA沖縄と沖縄県は、トウガンの沖縄語名の「シブイ」の4と「トウガン」の10という語呂合わせから「とうがんの日」を4月10日にするよう提唱している。沖縄県内で出荷量が最も多い宮古島市では2010年4月10日に宮古地区「とうがんの日」実行委員会（委員長・長濱哲夫JAおきなわ宮古地区本部長）の主催で消費拡大キャンペーンを行った。